# Äkta malar
Äkta malar (Tineidae) är en familj i insektsordningen fjärilar. Vissa arter betraktas som skadegörare på säd och matvaror eller på ylle och pälsar.

## Kännetecken
Äkta malar är små fjärilar med ett vingspann som brukar ligga mellan 8 och 22 millimeter. Större arter förekommer dock. Storleken kan även variera mycket mellan individer av samma art. Framvingarna är ofta spräckliga och huvudet har fjäll som ser ut som ett rufsigt hår. När de är på marken så rör de sig på ett karaktäristiskt ryckigt vis. 

## Levnadssätt
De flesta äkta malar har larver som lever i ett spunnet rör och de lever av växt eller djurrester eller av svamp. De kan exempelvis leva i murken ved eller i vedsvampar som tickor eller på lavar. De kan också hittas i fågelbon eller i bon av däggdjur. Vissa är skadedjur i förråd med säd och livsmedel. Klädesmalen lever på ylle. Vissa arter lever på restmaterial i myrstackar. Tallbarksmalen lever på restmaterial i gångar som stekeln Strongylogaster lineata har gjort i tallved. 

## Systematik
Äkta malar tillhör tillsammans med bland annat säckspinnare överfamiljen Malfjärilar, (Tineoidea). Det är en heterogen familj och det är inte klarlagt om den är monofyletisk. Det finns cirka 3000 kända arter i 320 släkten. I Europa finns 225 arter och i Norden har 54 arter påträffats.